# Nell (nome)
Nell  è un nome proprio di persona inglese femminile.

## Varianti
- Femminili: Nelle[1]
  - Diminutivi: Nella[1], Nellie[1], Nelly[1], Nelli, Nelda[1]

## Origine e diffusione
Si tratta di un diminutivo medievale di nomi come Elena ed Eleonora: potrebbe essersi formato dall'espressione affettiva mine El ("la mia El"), più tardi mutata in my Nel ("la mia Nel").
In alcune lingue slave è presente la forma Nela, mentre la variante Nella coincide con il nome italiano "Nella", femminile di Nello.

## Onomastico
Il nome è di per sé adespota, e l'onomastico andrebbe festeggiato ad Ognissanti, il 1º novembre. Si può in alternativa festeggiarlo lo stesso giorno dei nomi di cui può costituire un'abbreviazione.

## Persone

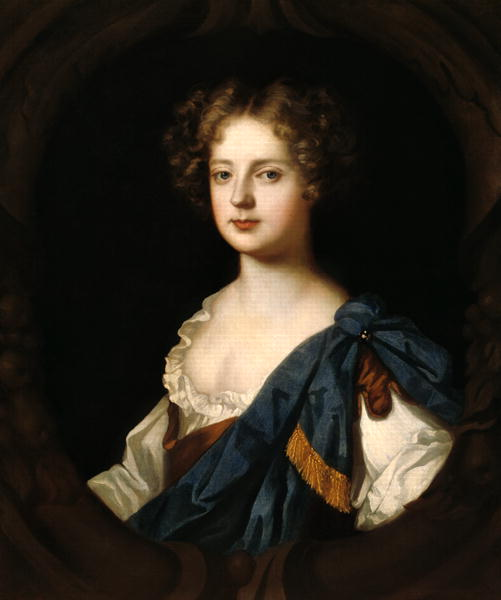
Nell Gwyn

- Nell Campbell, attrice e cantante australiana
- Nell Gwyn, attrice teatrale inglese
- Nell Hall Hopman, tennista australiana

### Variante Nelli
- Nelli Cooman, atleta olandese
- Nelli Ferjabnikova, cestista sovietica
- Nelli Kim, ginnasta sovietica

### Variante Nellie

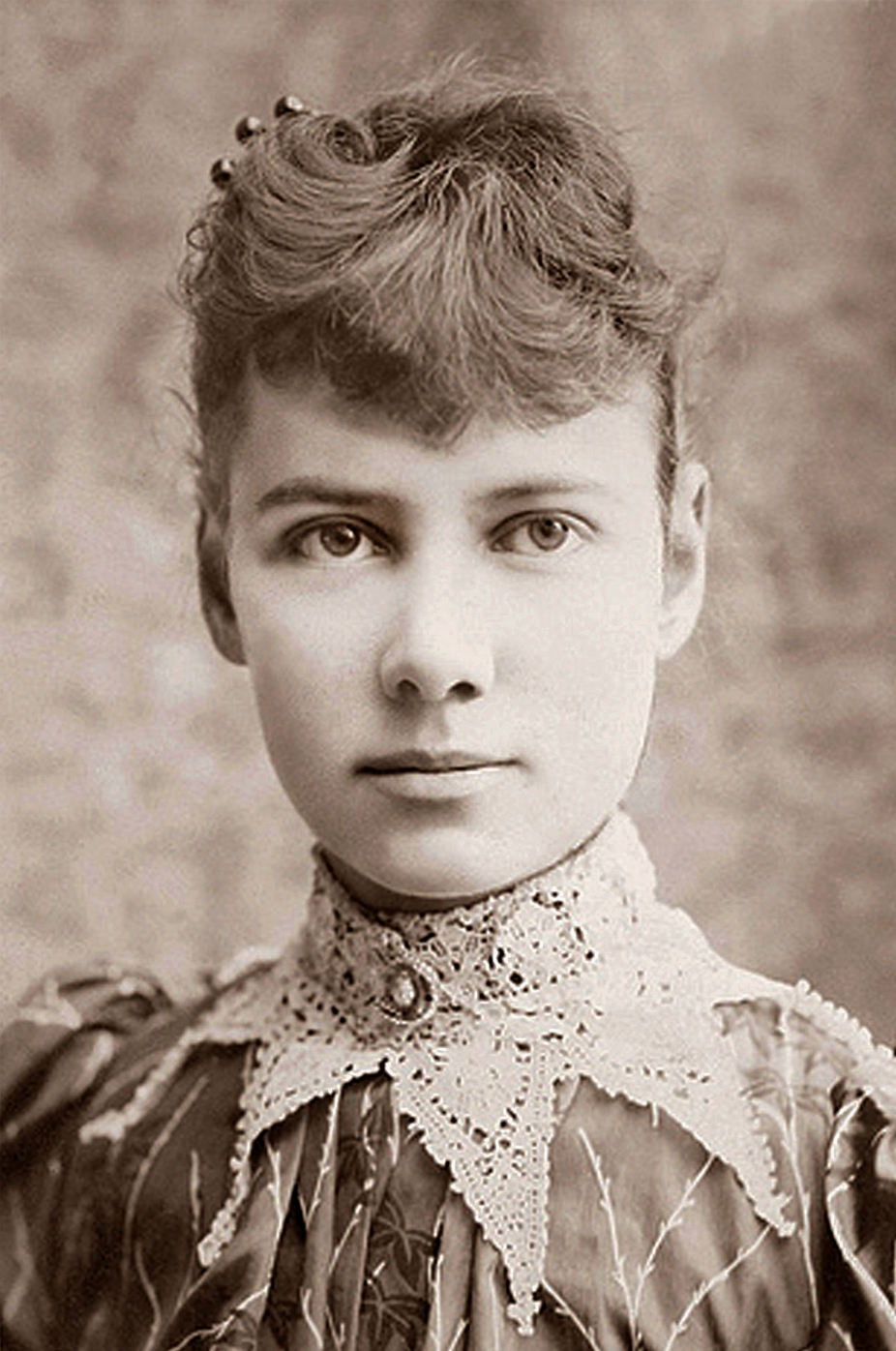
Nellie Bly

- Nellie Bly, giornalista statunitense
- Nellie Connally, first lady statunitense
- Nellie Farren, attrice e cantante britannica
- Nellie Halstead, atleta britannica
- Nellie Melba, soprano australiano

### Variante Nelly
- Nelly Boxall, cuoca britannica
- Nelly Ciobanu, cantante moldava

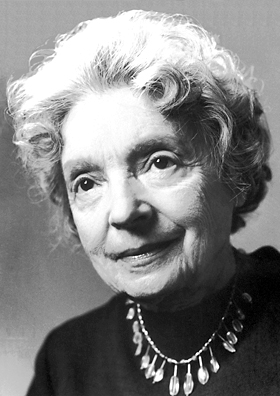
Nelly Sachs

- Nelly Corradi, soprano e attrice italiana
- Nelly Fioramonti, cantante italiana
- Nelly Furtado, cantante e attrice canadese
- Nelly Alexsandra Kamwelu, modella tanzaniana
- Nelly Karim, attrice egiziana
- Nelly Landry, tennista francese
- Nelly Sachs, poetessa e scrittrice tedesca

### Altre varianti
- Nelle Harper Lee, scrittrice statunitense
- Nela Lucic, attrice bosniaca naturalizzata italiana

## Il nome nelle arti
- Nelly è un personaggio del film del 1995 Nelly e Mr. Arnaud, diretto da Claude Sautet.
- Nelly Raimon è un personaggio della serie Inazuma Eleven.